# Associação Cultural e Desportiva Potiguar
La Associação Cultural e Desportiva Potiguar, conocida también como Potiguar de Mossoró, es un equipo de fútbol de Brasil que juega en el Campeonato Potiguar, la primera división del estado de Río Grande del Norte; y en el Campeonato Brasileño de Serie D, la cuarta división nacional.

## Historia
Fue fundado el 11 de febrero de 1945 en el municipio de Mossoró del estado de Río Grande del Norte luego de la fusión de los equipos Esporte Clube Potiguar y Sociedade Desportiva Mossoró logrando ser un equipo protagonista dentro del fútbol regional al ganar seis título regionales durante la década de los años 1950. Es uno de los equipos más tradicionales del interior del estado de Río Grande del Norte y también el de mayor afición de los equipos del interior del estado.
Fue hasta 1974 que el club participa por primera vez en el Campeonato Potiguar, y en 1979 participa por primera vez en el Campeonato Brasileño de Serie A, donde fue eliminado en la primera ronda al terminar en octavo lugar de su zona entre 10 equipos, finalizando en el puesto 79 entre 94 participantes.
En 1995 juega por primera vez en el Campeonato Brasileño de Serie C en donde es eliminado en la primera ronda al terminar en tercer lugar de su zona solo por delante del Alecrim Futebol Clube estando a dos puntos de la clasificación finalizando en el puesto 70 entre 107 equipos.
A nivel estatal el club comienza a ver resultados en el siglo XXI cuando es campeón estatal en 2004 por primera vez, siendo el primer equipo de Mossoró en ser campeón estatal, y con ese resultado clasifica por primera vez a la Copa de Brasil en 2005, donde es eliminado en la primera ronda 0-4 ante el Santa Cruz Futebol Clube del estado de Pernambuco.
En 2013 es campeón estatal por segunda ocasión, siendo el primer equipo del interior del estado de Río Grande del Norte en ser campeón estatal en más de una ocasión.

## Rivalidades
Su mayor rival es el Associação Cultural Esporte Clube Baraúnas con quien juega el Clásico Potiba al ser de la misma región.

## Palmarés

### Estatal
- Campeonato Potiguar: 2

2004, 2013
- Copa Ciudad de Natal: 2

2008, 2013
- Torneo Inicio Potiguar: 1

1979
- Campeonato Potiguar de Segunda División: 1

1981
- Torneo Natal/Mossoró: 1

1967

### Municipal
- Campeonato Mossoroense: 19

1951 1952, 1953, 1954, 1955, 1957, 1964, 1965, 1966, 1968, 1969, 1971, 1973, 1975, 1976, 1980, 1985, 1986, 1987

## Jugadores

### Jugadores destacados
- Dequinha[10]